# 스타로가르트그단스키

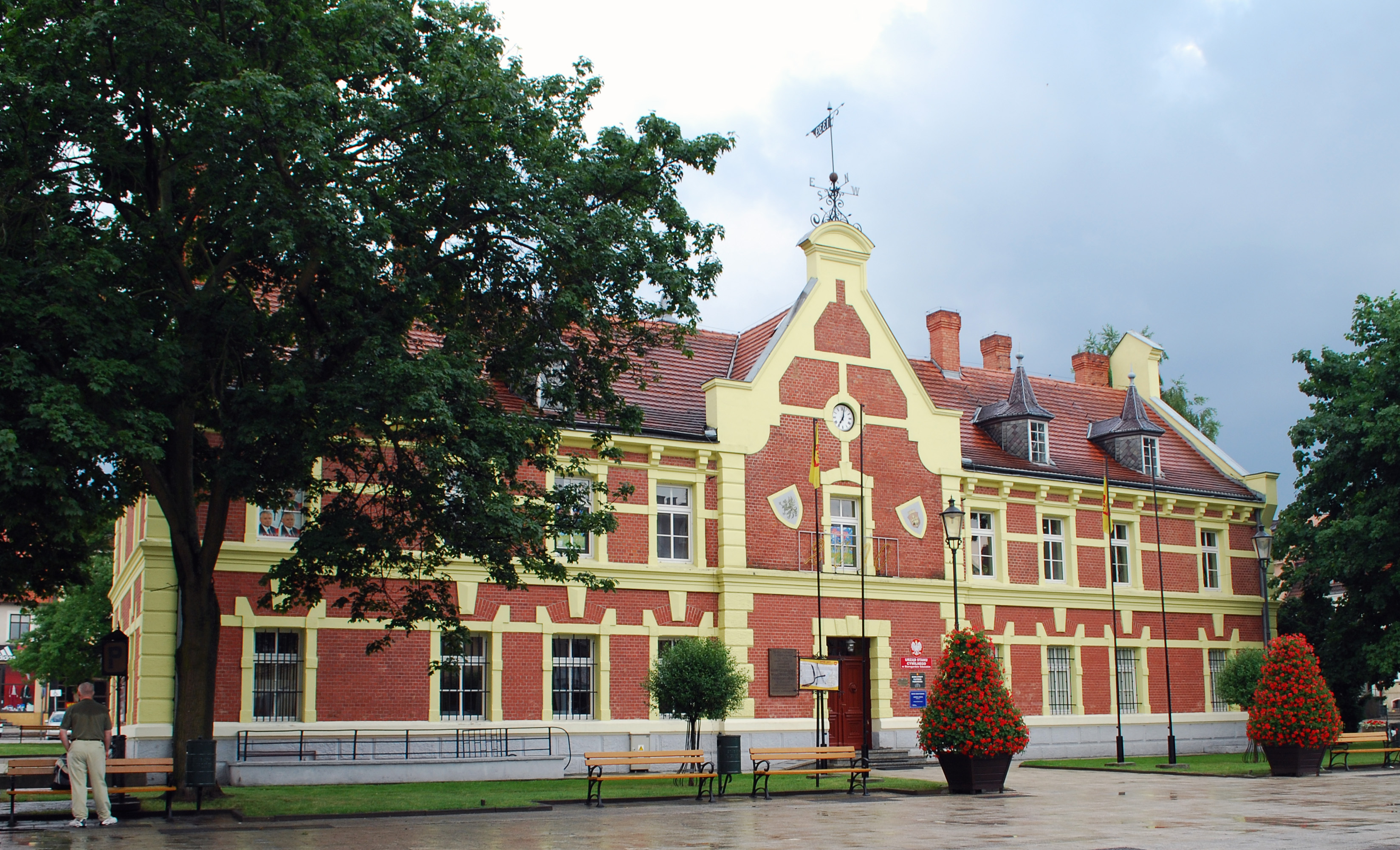
스타로가르트그단스키 시청

스타로가르트그단스키(폴란드어: Starogard Gdański, 독일어: Preußisch Stargard 프로이시슈슈타르가르트[*])는 폴란드 북서부 포모제주에 위치한 도시로 면적은 25.27km2, 인구는 48,136명(2006년 기준), 인구 밀도는 1,900명/km2이다. 그단스크에서 남쪽으로 40km 정도 떨어진 곳에 위치한다. 도시 이름에서 '스타로가르트'(Starogard)는 폴란드어로 "오래된 도시"를 뜻한다.

시기
시 문장